# Miyamotolygus
Miyamotolygus is een geslacht van wantsen uit de familie van de Miridae (Blindwantsen). Het geslacht werd voor het eerst wetenschappelijk beschreven door Yasunaga, Schwartz & Chérot in 2018.

## Soorten
Het genus bevat de volgende soorten:

- Miyamotolygus bui (Lu & Zheng, 2004)
- Miyamotolygus pictus (Lu & Zheng, 2004)
- Miyamotolygus rufilorum (Lu & Zheng, 1998)